# Abax

Abax - afdruk - Iconographia Zoologica - Bijzondere Collecties van de Universiteit van Amsterdam

Abax is een geslacht van kevers uit de familie van de loopkevers (Carabidae). De wetenschappelijke naam van het geslacht is voor het eerst geldig gepubliceerd in 1810 door Bonelli.

## Soorten
Het geslacht Abax omvat de volgende soorten:
- Abax arerae Schauberger, 1927
- Abax baenningeri Schauberger, 1927
- Abax beckenhauptii (Duftschmid, 1812)
- Abax carinatus (Duftschmid, 1812)
- Abax continuus Ganglbauer, 1891
- Abax ecchelii Bertalini, 1887
- Abax exaratus (Dejean, 1828)
- Abax fiorii Jakobson, 1907
- Abax oblongus Dejean, 1831
- Abax ovalis (Duftschmid, 1812)
- Abax parallelepipedus Piller et Mitterpacher, 1783
- Abax parallelus Duftschmid, 1812
- Abax pilleri Csiki, 1916
- Abax pyrenaeus Dejean, 1828
- Abax schueppeli Palliardi, 1825
- Abax springeri J. Muller, 1925
- Abax teriolensis Schauberger, 1921